# Notre-Dame-székesegyház (Bayeux)
A Miasszonyunk-katedrális (franciául Cathédrale Notre-Dame de Bayeux) Bayeux középkori székesegyháza. A templomban állították ki a középkorban a bayeux-i kárpitot.
A templom építését a 11. század első felében kezdték meg. A katedrálist 1077. július 14-én szentelte fel Odo de Bayeux püspök fétestvére, I. Vilmos angol király, normann herceg és gelesége, Flandriai Matild jelenlétében.
A templomot normann-román stílusban építették, ebből az időszakból a homlokzatot határoló két vastag torony, a kripta és a főhajó első szintje maradt meg a legjobb állapotban.  A 12. században tűz pusztított a katedrálisban, és az épületet gótikus stílusban építették ujjá. A központi tornyot a 15. században építették fel.